# Корольов Йосип Дмитрович
Йосип Дмитрович Корольов (3 листопада 1906, Юрасів Хутір — 4 квітня 1987) — радянський офіцер, Герой Радянського Союзу.

## Біографія
Народився 3 листопада 1906 року в сім'ї лісника в селі Юрасів Хутір (Севського району Брянської області Росії) в сім'ї селянина. Російянин. Член ВКП (б) / КПРС з 1928 року. Закінчив сім класів неповної середньої школи. Працював десятником на шахті № 516 тресту «Донецьквугілля».
У 1928 році призваний до лав Червоної Армії. В 1933 році закінчив курси удосконалення командного складу, в 1944 році — курси «Постріл». У боях радянсько-німецької війни з 1943 року. Воював на Брянському, Центральному, 1-му, 2-му і 3-му Білоруських і 2-му Далекосхідному фронтах.
В кінці червня 1944 1348-й стрілецький полк, очолюваний майором І. Д. Корольовим, подолавши відчайдушний опір гітлерівців, прорвав оборону противника глибокоешелоновану в районі білоруського міста Рогачова.
28 червня 1944 радянські воїни вийшли до залізниці Брянськ — Бобруйськ недалеко від Бобруйська. На шляху полку була річка Березина. І. Д. Корольов дав завдання розвідникам і саперам вночі знайти можливості для подолання водної перешкоди. Командир розвідників обстежив місцевість і запропонував сміливий план — форсувати Березину біля підірваного моста.
Командир полку прийняв пропозицію розвідника. Ворог не очікував, що воїни наважаться на переправу в районі моста. Наша піхота швидко подолала водний кордон і закріпилася в районі залізничного вокзалу. На катерах успішно переправили знаряддя. Завязалісь запеклі бої за Бобруйськ.
4 липня 1944 полк отримав завдання вийти на перетин доріг Мінськ — Бобруйськ, Мінськ — Барановичі, щоб не дати можливості ворожим частинам вирватися з оточення. Зайнявши вигідну позицію, І. Д. Корольов ефектівно розмістив вогневі засоби. Понад п'ять годин тривав бій. Ворогові не вдалося вирватися з оточення. Більше 1000 гітлерівців було взято в полон, кілька сот знищено.
Високу командирську майстерність продемонстрував І. Д. Корольов під час наспоступальних операцій зі звільнення Польщі.
3 вересня 1944 підрозділи полку рішучим ударом прорвали оборону противника в районі населеного пункту Ринек Мазовецького повіту. Діючи в авангарді дивізії, полк стрімко атакував ворога і за два дні пройшов з боями понад тридцять кілометрів. За цей час було знищено 5 танків, 11 автомашин, 8 гармат, 3 тягачі, 6 складів, більше 400 гітлерівців.

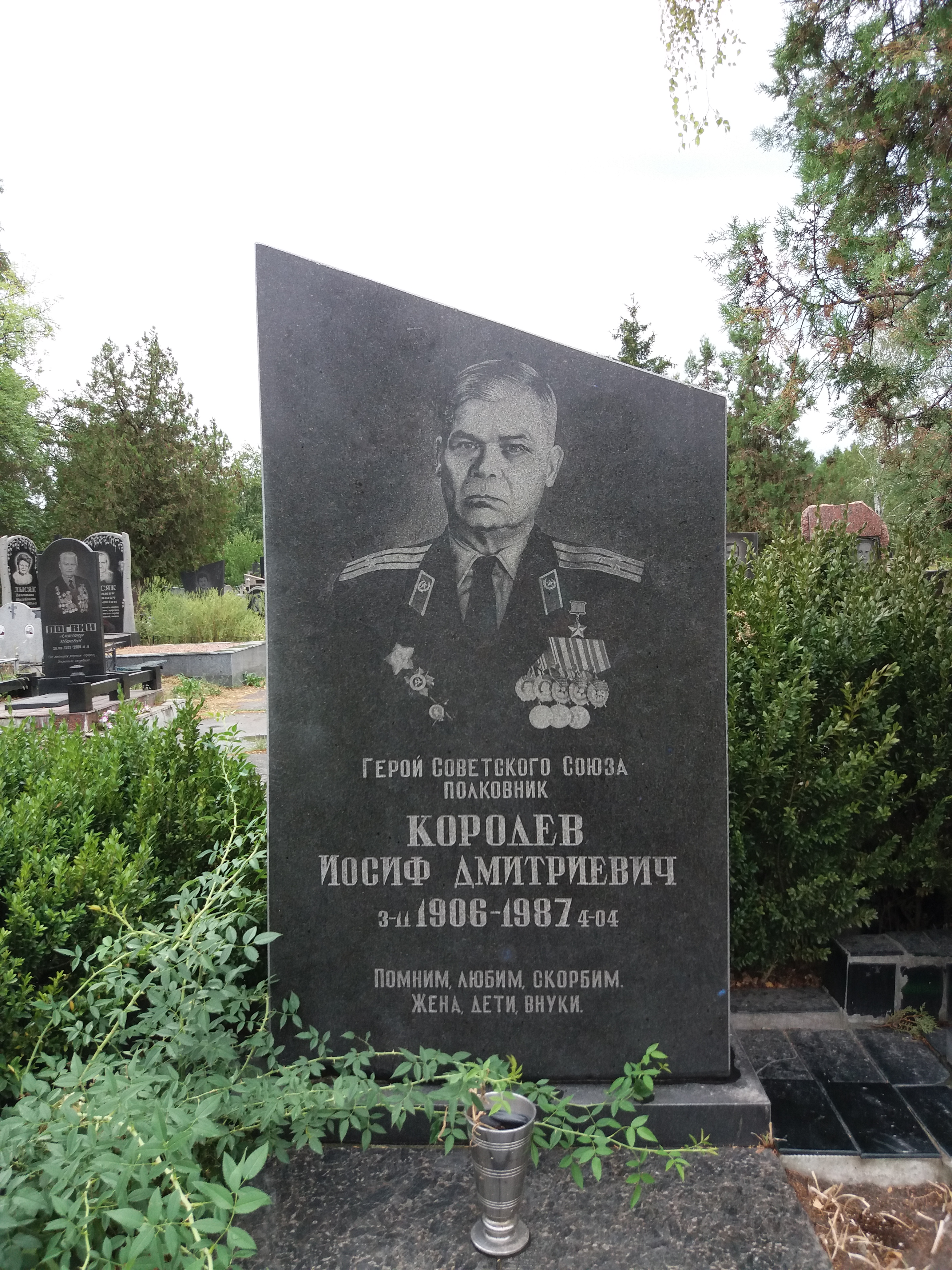
Могила Й. Д. Корольова на Новоміському кладовищі

4 вересня 1944, захопивши ділянку залізниці Варшава — Остроленка в районі населеного пункту Прабути, полк, одним з перших в дивізії форсував річку Нарев і вступив в бій на західному березі річки. Утримуючи захоплений плацдарм, підрозділи полку протягом дня відбили вісім контратак противника.
Указом Президії Верховної Ради СРСР від 24 березня 1945 року за мужність і героїзм, проявлені при форсуванні річки Нарев і утриманні плацдарму на її західному березі майору Йосипу Дмитрієвичу Корольову присвоєно звання Героя Радянського Союзу з врученням ордена Леніна і медалі «Золота Зірка» (№ 5988).
Учасник радянсько-японської війни 1945 року. Після війни продовжував службу в армії. З 1957 року полковник І. Д. Корольов — в запасі. Жив і працював в Кременчуці, брав активну участь у відбудові міста після війни. Помер 4 квітня 1987 року. Похований на Новоміському кладовищі в Кременчуці.

## Нагороди, пам'ять
Нагороджений медаллю «Золота Зірка» (№ 5988), двома орденами Леніна, трьома орденами Червоного Прапора, орденами Суворова 3-го ступеня, Вітчизняної війни 1-ї та 2-го ступеня, Червоної Зірки, медалями.
У місті Кременчуці, на Алеї Героїв, на граніті висічене фото та ім'я Йосипа Корольова.